# Flint & Lomax Company
Flint & Lomax Company war ein US-amerikanisches Unternehmen. Andere Quellen geben die Firmierungen Flint-Lomax Electric Manufacturing Company und Flint-Lomax Electric & Manufacturing Company an.

## Unternehmensgeschichte
Das Unternehmen hatte seinen Sitz in Denver in Colorado. Die älteste bekannte Erwähnung stammt von 1896. In dem Jahr war Isaac L. Smith einer der Mitarbeiter. 1897 wird James J. Flint genannt. Am 30. Juni 1900 verursachte ein Feuer in der Fabrik einen erheblichen Schaden. 1905 begann die Produktion von Automobilen. Das erste Fahrzeug wurde im April 1905 auf der Denver Automobile Show präsentiert. Als Markenname war zunächst Flint & Lomax geplant, aber letztlich Flintlo gewählt. Im gleichen Jahr endete die Fahrzeugproduktion.
Es ist nicht bekannt, wann das Unternehmen aufgelöst wurde.

## Produkte
James J. Flint erhielt am 1. März 1898 das Patent mit der Nummer 600.112 für einen elektrischen Schalter, das er am 16. Februar 1897 beantragt hatte.
Vom 1. Oktober 1897 und 1. Mai 1898 sind Anzeigen in The Mining And Metallurgical Journal bekannt, in der versilberte Amalgamplatten angeboten wurden.
Am 9. Juli 1898 warb das Unternehmen im Mountain Echo damit, elektrische Apparate aller Art anzubieten und zu reparieren. Eine gleiche Anzeige findet sich am 16. September 1898 im Yuma Pioneer.
Das einzige Fahrzeugmodell war ein Personenkraftwagen. Er hatte einen Vierzylindermotor mit 14 PS Leistung. Der Motor hatte 2400 cm³ Hubraum. Ungewöhnlich für die damalige Zeit war die OHV-Ventilsteuerung. Der Motor trieb über ein Dreiganggetriebe und eine Kardanwelle die Hinterachse an. Der Aufbau war ein Tonneau mit seitlichem Zustieg bzw. Tourenwagen, der Platz für fünf Personen bot.